# Privilegiertes uniformiertes Grazer Bürgerkorps
Das privilegierte uniformierte Grazer Bürgerkorps wurde 1280 gegründet, um die Stadt Graz zu schützen, und ist somit der älteste Verein der steirischen Landeshauptstadt. Heute rückt der Verein zur Aufrechterhaltung von Tradition und Kameradschaft bei verschiedenen Anlässen aus, getreu seinem Wahlspruch „Für Treue, Mut und Bürgersinn“. Das Korpslokal befindet sich bei der Garnisonskirche im Keller der Barmherzigen Brüder Graz. 

Wappen des privilegierten uniformierten Grazer Bürgerkorps, wie es auch auf der Uniform getragen wird

## Geschichte

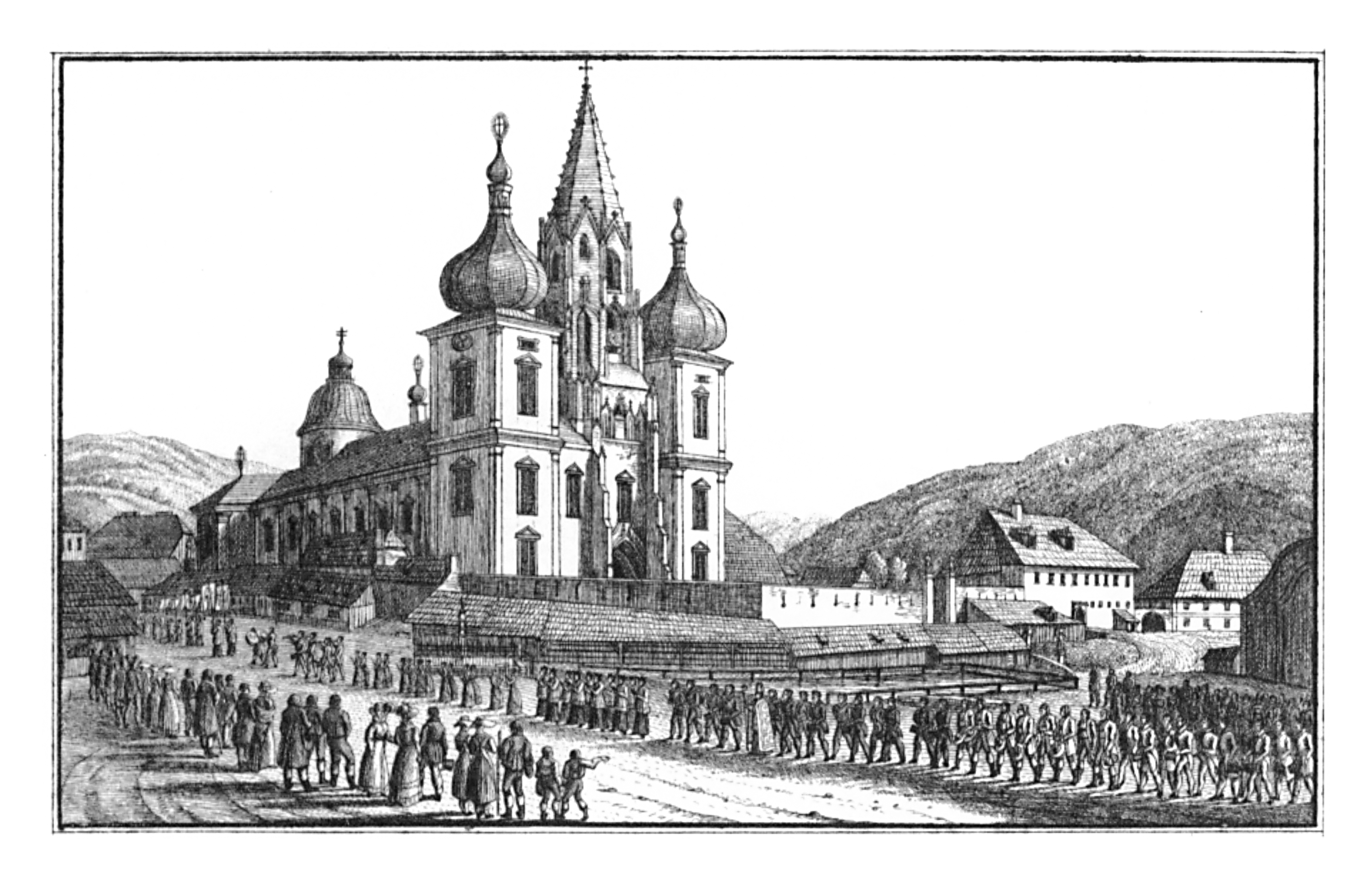
Grazer Bürgercorps beim feierlichen Einzug in Mariazell, Lith. um 1830, J.F.Kaiser, Graz

### Vor dem Zweiten Weltkrieg
Als sich im Mittelalter die Städte als jene Orte entwickelten, denen der Stadtherr besondere Rechte und Freiheiten gewährte, bildeten sich Bürgerwehren (Bürgerkorps, Bürgergarden), denen zunächst allein die Sorge für die Stadtbefestigung und die Stadtverteidigung oblag. Zusätzlich hatten sie für innere Ruhe und Ordnung in der Stadt zu sorgen. Dieses hohe gesellschaftliche Ziel, an der Selbstverteidigung des städtischen Gemeinwesen mitzuwirken, wurde im 18. Jahrhundert, als zunehmend stehende Heere diese Aufgabe übernommen hatten, dahingehend geändert, dass die Bürgergarde für den Fall der Abwesenheit der Garnison für Ruhe und Ordnung in der Stadt durch die Übernahme des Wachdienstes zu sorgen hatte.
Das Grazer Bürgerkorps ging aus der mittelalterlichen Bürgerwehr hervor, die die Stadtverteidigung und die Kriegszüge der Landesfürsten zur Aufgabe hatte. Betrachtet man das „Grazer Bürgerkorps“ als den letzten erhaltenen Zweig der Grazer Bürgerwehr, so kann man die historische Tradition bis ins 13. Jahrhundert zurückführen. Demzufolge kann der Aufzug der wehrhaften Bürgerschaft vor König Rudolf I. von Habsburg im Jahre 1280 durchaus als Gründungsjahr gelten.

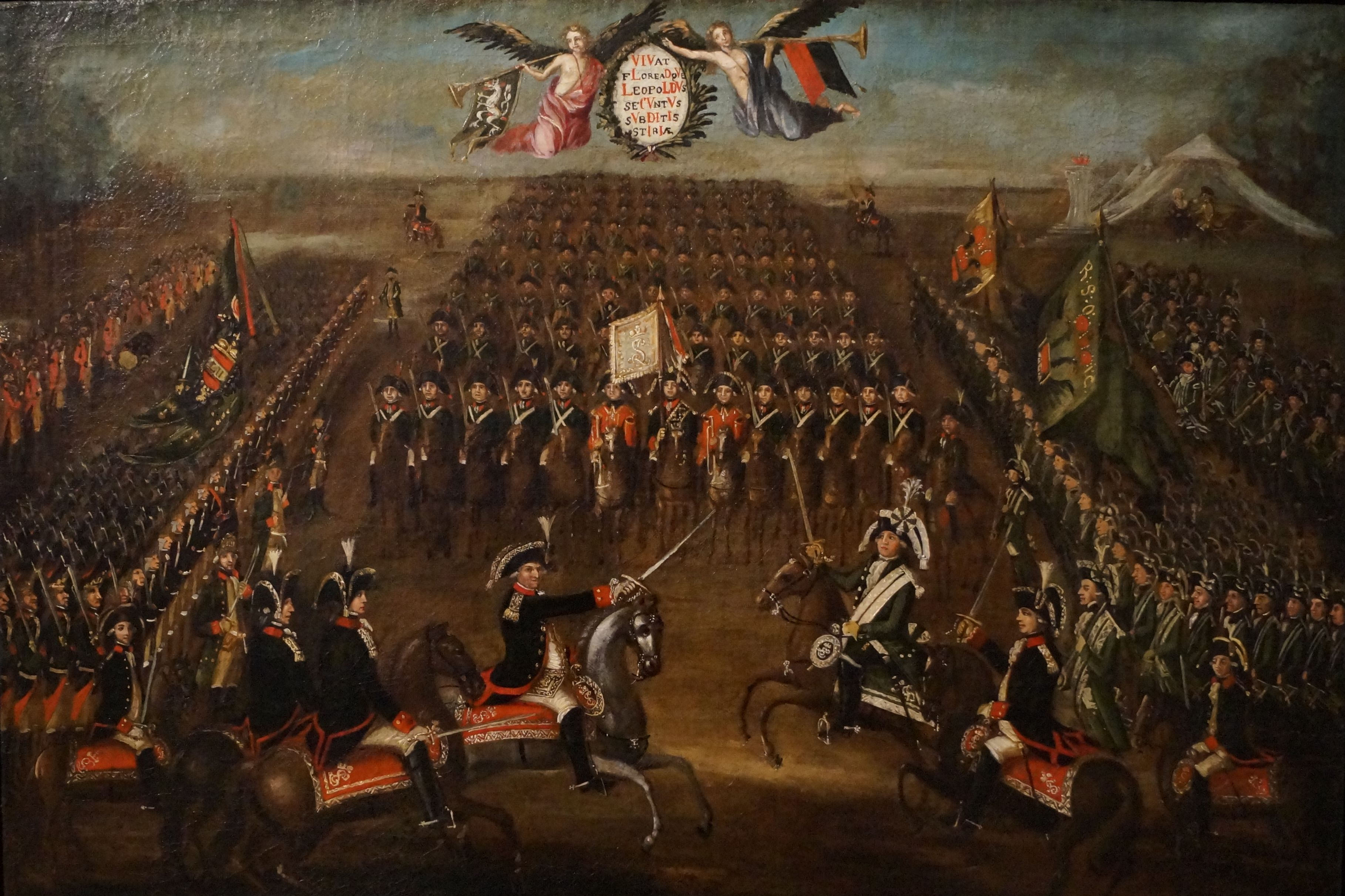
Oberst Seebacher und Oberstleutnant Dobler an der Spitze einer Parade des Grazer Bürgerkorps in Paradeausrüstung, um 1790

Mit der Aufstellung stehender Heere durch Maria Theresia verlor das Grazer Bürgerkorps seine Bedeutung, auch weil die Autonomie der Stadt Graz geschwächt wurde. Es rückte aber weiterhin in repräsentativer Funktion zu Paraden, Hochzeiten, Erbhuldigungen und Prozessionen aus. Ein Bild im Graz Museum zeigt eine feierliche Parade für Kaiser Leopold II. Die straffen Militäreinrichtungen Maria Theresias bedeuteten vorerst das Ende der geschichtlichen Bedeutung der Bürgerwehr. Die elementare barocke Festes- und Aufzugsfreude veranlasste den Braumeister Richard Seebacher (1717–1805), diese historische Institution in der Form eines frei aufgerichteten bürgerlichen Jägerkorps wieder aufleben zu lassen.
Im Grazer Bürgerkorps wappneten sich die Bürger, um in den Jahren 1797, 1805 und 1809 während der französischen Besetzungszeit von Graz die öffentliche Sicherheit zu gewährleisten, Plünderungen zu unterbinden und Zusammenstöße zu verhindern. Gegen Ende des 18. Jahrhunderts wurde der Wunsch nach einer ständigen, wohlorganisierten Bürgermiliz laut und drang auf eine Stärkung und Vereinigung der bürgerlichen Wehrverbände. So kam es in Graz zur Vereinigung der drei bürgerlichen Korps: des Jägerkorps, des Grenadier-Corps und des Kavalleriekorps.
In der Zeit der Franzosenkriege, als auch die Grazer Garnison ins Feld rücken musste, hatte das Bürgerkorps den Wachdienst zu übernehmen. Diese Dienstleistung unter kriegsmäßigen Bedingungen lieferte einen eindringlichen Beweis von der Unentbehrlichkeit des Korps und brachte ihm eine Reihe von behördlichen Danksagungen sowie ein von der Maria Theresia von Neapel-Sizilien, (der zweiten Gattin Kaisers Franz II.), gestiftetes Fahnenband ein. Am Höhepunkt der französischen Invasion (1809) umfasste das Grazer Bürgerkorps einen Stand von 1.300 Mitgliedern.
Im Wandel der Zeiten hat sich auch für diese Grazer Stadtgarde viel geändert. Die Uniform wechselte Form und Farbe. Anstelle von Lanze und Hellebarde traten Bajonett und Gewehr und die an das Korps gestellten Aufgaben passten sich den zeitlichen Bedürfnissen an. So ist die Erhaltung wichtiger Wahrzeichen der Landeshauptstadt – Uhrturm und Glockenturm am Schlossberg – ein Verdienst des Grazer Bürgerkorps: zur Zeit des Franzosenkrieges von 1809 sammelte das Korps bei allen Ständen, um den von den Franzosen geforderten Betrag zahlen zu können, damit diese Bauten bei der Zerstörung der Festung verschont blieben.

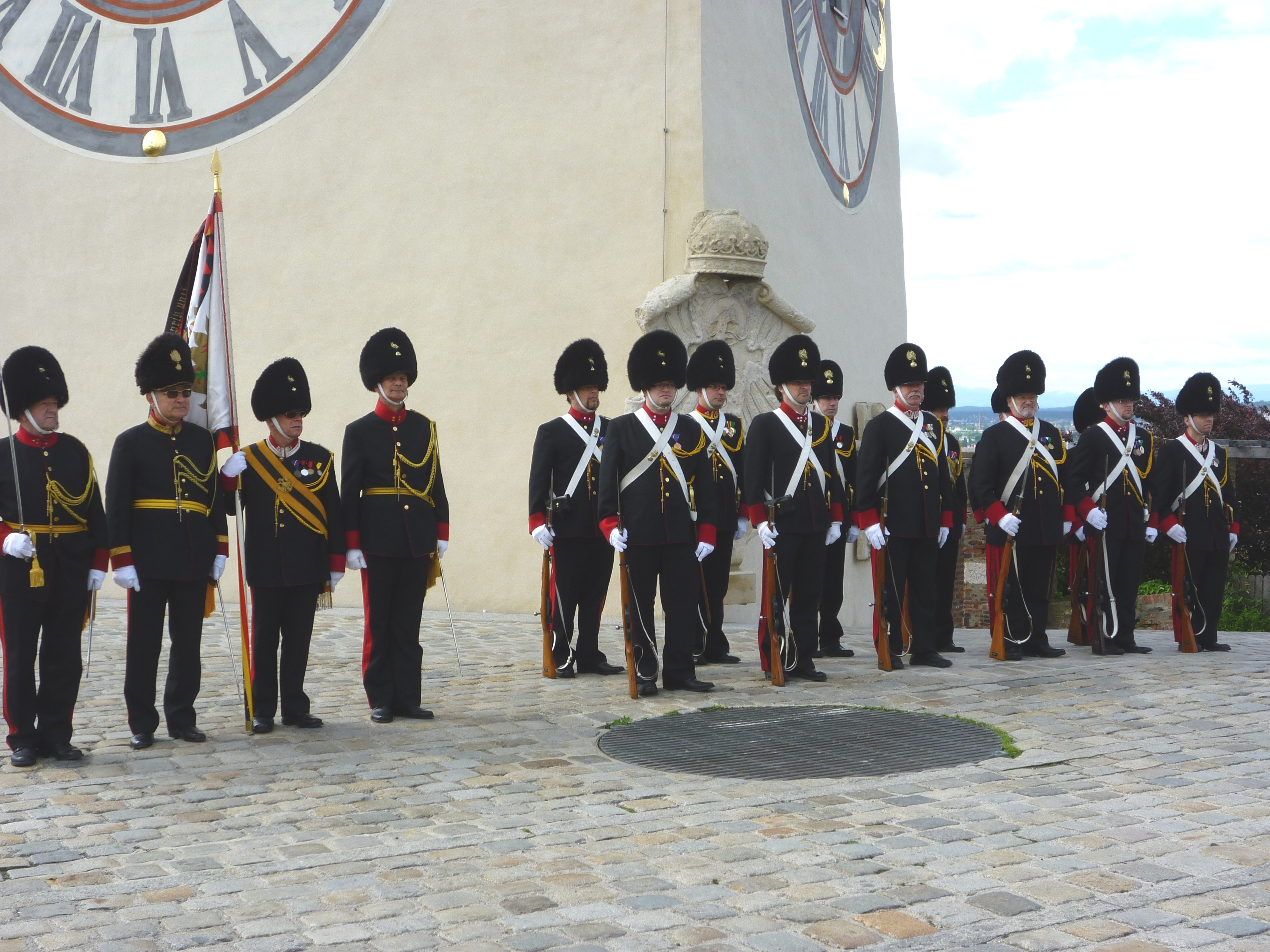
Eine Abteilung des Grazer Bürgerkorps vor dem Uhrturm des Grazer Schlossbergs.

Mit der Einführung der allgemeinen Wehrpflicht im Jahr 1866 wurde auch das Grazer Bürgerkorps in das Verteidigungssystem der Monarchie eingegliedert. So lagen die Bewachung der Pulver- und Lebensmittelmagazine sowie der Sicherungsdienst in seiner Hand.
Daneben waren es aber auch immer wieder feierliche Anlässe, bei denen die Bürgergarde präsent war. Es war Teil, besonders des festlichen Stadtbilds, dass das Bürgerkorps in seinen alten historischen Uniformen mit den hohen Bärenfellmützen an den Paraden teilnahm. Anlässlich der 600-Jahr-Feier des Hauses Habsburg im Jahre 1883, welches auch in Graz begangen wurde und zu der am 1. Juli Kaiser Franz Joseph erschien, stellte das Grazer Bürgerkorps die Musik und die Ehrenkompanie als festlichen Rahmen dieses Jubiläums.
Während des Ersten Weltkrieges war es das Grazer Bürgerkorps, welches eine Marschkompanie an die Grenzen des Reiches entsandte. Sie wurde unter großer Anteilnahme der Grazer Bevölkerung auf dem Franzensplatz (heute: Freiheitsplatz) feierlich verabschiedet.
In Graz hatte das Bürgerkorps von 1914 bis 1918 ein tägliches Wachquantum von anfangs 200 Mann zu stellen, das allerdings durch wiederholte Musterungen und freiwilliges Einrücken stark gelichtet wurde. Dann war der Krieg zu Ende – und noch einmal musste das Korps in unruhigen Tagen Dienst tun – als ein stabilisierendes, Ruhe und Ordnung aufrechterhaltendes Element. Erst nach der Unterzeichnung des Friedensvertrages von St. Germain erfolgte die Auflösung der Korps im November 1919.
Der Zerfall des alten Kaiserreiches machte 1918 auch dem Grazer Bürgerkorps ein Ende.
Nach dem Kriege wurde das aufgelöste Bürgerkorps 1923 auf vereinsrechtlicher Basis organisiert und wenn es auch nicht mehr so wie früher zum Schutze der Stadt und seiner Bürger Verwendung fand, so galt es doch, eine Jahrhunderte alte Tradition zu erhalten.

### Nach dem Zweiten Weltkrieg
Nach Ende des Zweiten Weltkrieges wurde 1953 mit dem Neuaufbau des Grazer Bürgerkorps begonnen. Unter schwierigen Verhältnissen konnten die überlebenden Altmitglieder erreichen, dass die Mitgliederzahl im Grazer Bürgerkorps wieder zunahm. Unter den Korpsführern Heindler, Drobir und Reihs konnte die Anerkennung des Grazer Bürgerkorps wieder erreicht werden. Es galt nun vor allem im Rahmen von Ausrückungen die Repräsentanz des Grazer Bürgerkorps der Öffentlichkeit vor Augen zu führen. Der Höhepunkt war zweifellos die Fahnenweihe am Freiheitsplatz im Jahre 1966.
Nach diesem Höhepunkt ging es aber – auch gesellschaftspolitisch bedingt – sozusagen im freien Fall in eine veritable Krise und somit steil bergab. Selbst eine Ausstellung über das Bürgerkorps im Landeszeughaus 1978 als Beitrag zur 850-Jahr-Feier der Stadt Graz konnte daran nichts ändern.
Die Vorbereitungen der 700-Jahr-Feier des Korps nahmen jüngere Kameraden in die Hand und man kann diesen Zeitpunkt getrost als „Geburt“ des heutigen Grazer Bürgerkorps bezeichnen, denn nun setzte eine erfreuliche Aufwärtsentwicklung ein: die Mitgliederzahl stieg an, die Statuten wurden überarbeitet, eine Begräbnisordnung erstellt, die Beförderungsrichtlinien neu erlassen und alle aktiven Mitglieder erhielten das „Handbuch des Grazer Bürgerkorps“, in welchem die Adjustierung und das Exerzieren genau dargestellt waren (neben allgemeinen Informationen über das Korps, wie eine kurzgefasste Geschichte, die Statuten etc.).
Im Jahre 1984 wurde eine Gewehraktion zum Ankauf von Mauser-Karabinern K 98, um die Bewaffnung des Grazer Bürgerkorps sicherzustellen, durchgeführt. Als Spender beteiligten sich namhafte Vertreter des öffentlichen Lebens, allen voran der steirische Landeshauptmann und der Bürgermeister der Landeshauptstadt Graz.
Mit laufender Zunahme der Mitglieder wurde es notwendig, das alte Korpslokal aufzugeben und ein größeres im selben Haus zu beziehen. Hierfür war aber ein Umbau dringend notwendig. Dieser wurde in zwei Etappen und in Eigenregie unter der Aufsicht des Kassiers Josef Mailänder durchgeführt. Das neue Korpslokal ermöglichte eine klaglose Abwicklung der Kameradentreffen, die an jedem 1. Dienstag im Monat stattfanden und noch immer stattfinden. Sie dienten vor allem dazu, entsprechende Informationen in Form von Dia-Vorträgen oder Filmvorführungen an die Mitglieder weiterzugeben. Auch erfolgte eine historische Aufbereitung der Geschichte des Grazer Bürgerkorps durch Korpsführer Dr. Hans Wallner, der sich als Historiker dieses Themas besonders angenommen hat.
Im Jahre 1987, also rund 20 Jahre nach der Fahnenweihe am Freiheitsplatz, konnte das Grazer Bürgerkorps im Rahmen einer Standartenbandübergabe an das Panzerartilleriebataillon 4 in der Hackherkaserne in Gratkorn auch die Weihe seiner neuen Korpsfahne durchführen. Es handelt sich dabei um eine handbemalte Seidenfahne (nach dem Muster der letzten handgemalten Fahne der k.u.k. Armee von 1836), welche vom Korpskommandanten Emil Reiter selbst angefertigt und von ihm und seiner Familie dem Korps gestiftet wurde.
Im Jahre 2002 wurde als historische Bewaffnung der Mannlicher Repetierstutzen M 95 angekauft, er löste den Mauser-Karabiner K 98 als Salutwaffe ab.
Das privilegierte uniformierte Grazer Bürgerkorps hat auch der Europäisierung und Globalisierung Rechnung getragen und ist Mitglied in der Vereinigung der Traditionsverbände Mitteleuropas (VTM) geworden. Dieser Vereinigung stand Oberst Carl H. van Veenendaal (Salzburg), ein alter Freund des Traditionsverbandes, vor.
Eine Mietpreiserhöhung für das Korpslokal in der Dominikanergasse und nicht gehaltene finanzielle Versprechungen der Politik bei Großveranstaltungen haben das Bürgerkorps Ende 2008 gezwungen, in ein anderes Korpslokal zu übersiedeln, nämlich in die ehemalige Kantine bei den Barmherzigen Brüdern in der Marschallgasse.

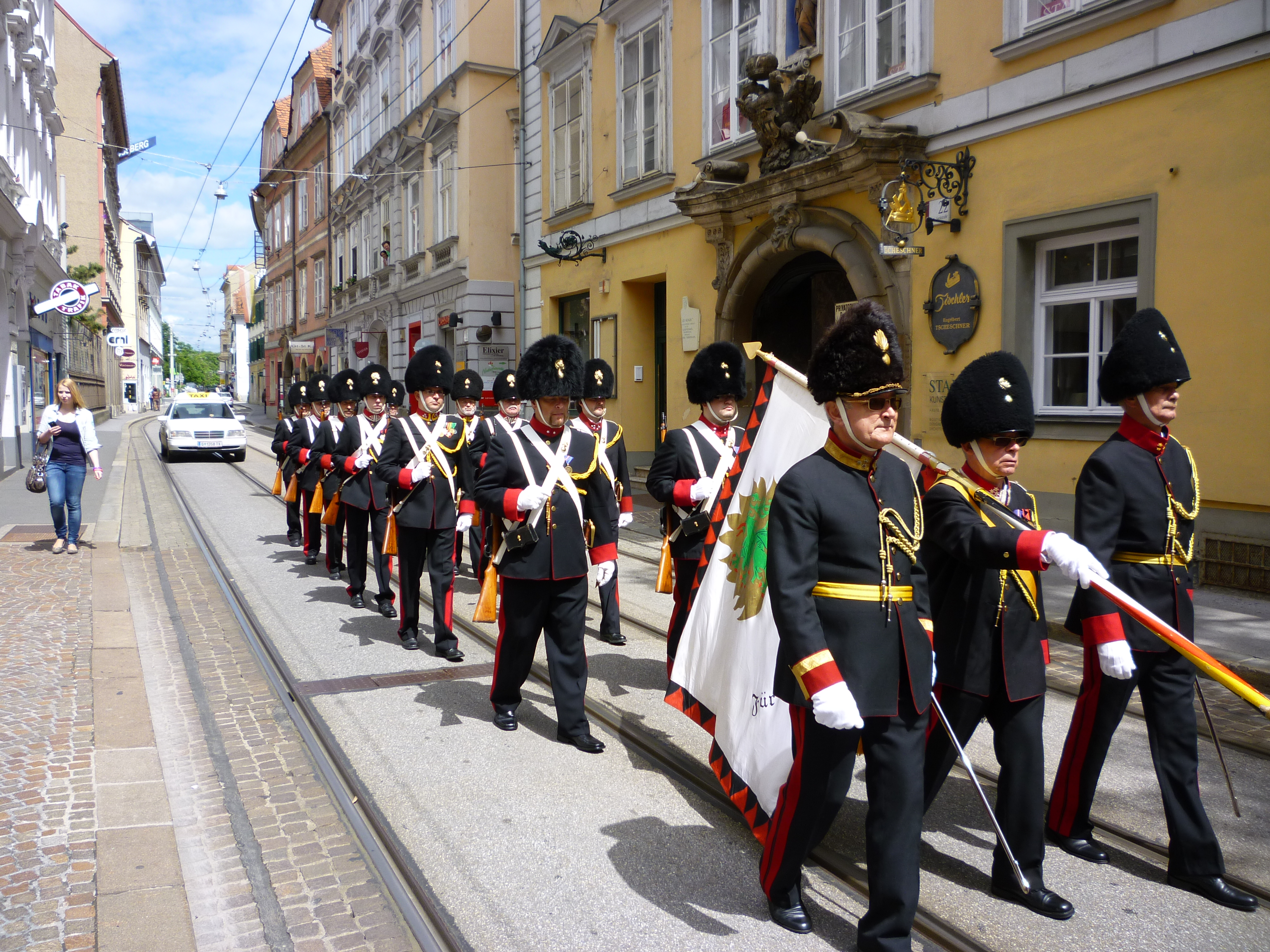
Das Grazer Bürgerkorps auf dem Rückweg zum Korpslokal.

## Ausrüstung

### Uniformierung
Die vereinsbehördlich angemeldete Beschreibung der Adjustierung und Bewaffnung des Grazer Bürgerkorps vom 24. Juni 1954 sieht für die Grenadierabteilung – und nur diese wurde wiedererrichtet – die alte Uniform nach der Vorschrift vom Jahre 1911 vor (für Frauen und Männer), jedoch nicht in Stahlgrün, sondern in Schwarz.
Die alten Bärenfellmützen (k.u.k. Muster 1836), wurden 1954 infolge Vernichtung der noch übriggebliebenen Bestände während und nach Ende des Zweiten Weltkrieges durch ein kleineres Modell ersetzt. Zusätzlich ist auch die Ausgangskappe von 1849 in Verwendung.

### Bewaffnung
Das Grazer Bürgerkorps besitzt sowohl Gewehre vom Muster 1867 System Werndl Kal. 11 mm, welches für Ehrenposten vorgesehen ist, sowie Steyr-Mannlichergewehre M95, welche bei anderen Ausrückungen sowie zum Schießen der General d’Charge verwendet werden.
Zusätzlich werden von der Mannschaft die dazugehörigen Bajonette getragen sowie der Grenadiersäbel M 1765. Offiziere tragen den Infanteriesäbel M 1861.